# Samognat
Samognat is een gemeente in het Franse departement Ain (regio Auvergne-Rhône-Alpes) en telt 422 inwoners (1999). De plaats maakt deel uit van het arrondissement Nantua.

## Geografie
De oppervlakte van Samognat bedraagt 14,3 km², de bevolkingsdichtheid is 29,5 inwoners per km².
De onderstaande kaart toont de ligging van Samognat met de belangrijkste infrastructuur en aangrenzende gemeenten.

## Demografie
Onderstaande figuur toont het verloop van het inwonertal (bron: INSEE-tellingen).

Vanwege een beveiligingsprobleem met de MediaWiki Graph-software is het momenteel niet mogelijk deze grafiek weer te geven. Zodra de software is bijgewerkt zal de grafiek vanzelf weer zichtbaar worden.